# Industria culturale

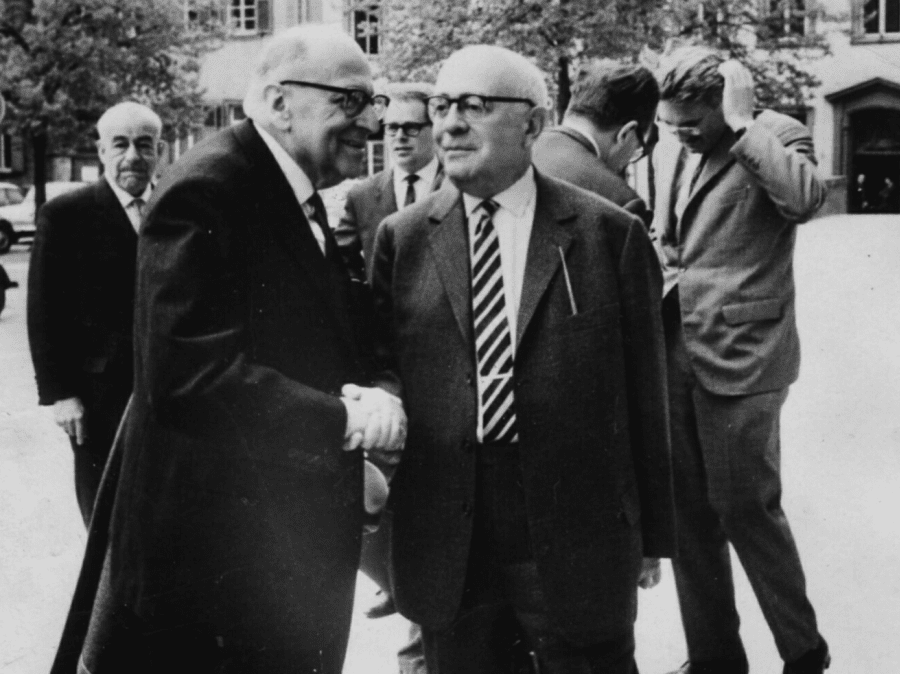
Max Horkheimer (a sinistra) e Theodor Adorno, teorici della Scuola di Francoforte.

Il termine industria culturale è un paradigma socioculturale introdotto e usato per la prima volta da Max Horkheimer e Theodor W. Adorno, due filosofi appartenenti alla Scuola di Francoforte. Il concetto apparve in Dialettica dell'Illuminismo (1947) per indicare il processo di riduzione della cultura a merce di consumo.

## L'ideologia
Con la nozione di industria culturale i due filosofi francofortesi volevano mettere a fuoco l'ambigua complessità dell'ideologia capitalista che sembrava sopprimere la dialettica tra cultura e società. Così l'industria culturale arriva a designare, innanzitutto, una fabbrica del consenso che ha liquidato la funzione critica della cultura, soffocandone la capacità di elevare la protesta contro le condizioni dell'esistente. Essa fonda la sua funzione sociale sull'obbedienza, lasciando che le catene del consenso s'intreccino con i desideri e le aspettative dei consumatori.
Questo sistema, legato a processi di standardizzazione e razionalizzazione distributiva per rispondere alle esigenze di un mercato di massa, è definito industriale perché assimilato alle forme organizzative dell'industria piuttosto che ad una produzione logico-razionale. Infatti, sostengono i due filosofi, gli unici residui individualistici che permangono all'interno di una cultura così prodotta vengono utilizzati strumentalmente per rafforzare l'illusione che di opere d'arte si tratti e non di merci. L'industria culturale non è, per Horkheimer e Adorno, un prodotto della tecnologia o dei mezzi di comunicazione di massa, bensì degli interessi economici del capitalismo. Infatti, per loro il potere della tecnica era il potere degli economicamente più forti e quindi la tecnologia era vista come legittimazione del potere costituito.
"Film, radio e settimanali costituiscono un sistema. Ogni settore è armonizzato in sé e tutti fra loro [...] Film e radio non hanno più bisogno di spacciarsi per arte. La verità che non sono altro che affari serve loro da ideologia, che dovrebbe legittimare gli scarti che producono volutamente." (Horkheimer e Adorno, 1947; trad. it. 1966, pp. 130–131).

## Funzionamento e obiettivi
La funzione ideologica dell'industria, da quanto emerge nella Dialettica, si esprime nei processi di feticizzazione della cultura. Il carattere di feticcio dei prodotti culturali indica, richiamando la nozione marxista di feticismo delle merci, l'astratto “essere-per-altro” dei prodotti di consumo ovvero il valore di scambio che domina la cultura capitalistica alienata, per cui un'opera ha un valore determinato dal mercato e non perché è di per sé qualcosa. In quanto bene utile ad ottenere una distrazione momentanea, la cultura ridotta a feticcio assolve una funzione sociale degradata. L'arte soggiace alla logica del profitto, il valore di scambio si sostituisce al valore estetico. L'industria culturale, così facendo, produce un sistema che esclude “il nuovo” considerandolo “rischio inutile” ed elegge lo stereotipo a norma. Tuttavia riesce a occultare questa uguaglianza e a costruire parvenze di originalità e distinzione con l'obiettivo di giustificare la necessità di sempre nuovi consumi e creare l'illusione di una concorrenza e una possibilità di scelta. Così, per esempio, attraverso i meccanismi di riproduzione in serie, l'industria culturale produce differenze di valore dei prodotti che non corrispondono a differenze oggettive, bensì a una galleria di cliché che vengono diversamente organizzati a seconda dello scopo. L'imperativo è “non lasciare nulla come è, perché tutto resti tale e quale”, manomettere tutto per adeguarlo agli schemi di un'"originalità sapientemente organizzata". In tal modo le merci saranno immediatamente riconoscibili come appartenenti al sistema.
L'industria culturale, in conclusione, sfornerà prodotti che avranno solo una parvenza d'armonia, un'armonia che altro non è che condiscendenza nei confronti di una totalità data. Ad esempio in un film il rapporto tra parti e il tutto verrà risolto a favore dell'effetto calcolato con precisione e l'unità dell'opera si frantumerà in momenti "gustosi", nel piacere dell'attimo e della facciata.
"Divertirsi significa essere d'accordo. Divertirsi significa ogni volta: non doverci pensare, dimenticare il dolore anche là dove viene mostrato" (ivi, p. 156).
L'industria culturale, secondo Horkheimer e Adorno, interviene in modo pervasivo sulle modalità di fruizione dei beni, sapientemente contraddistinta dall'amusement e dall'easy listening. Allo scopo di ottenere la manipolazione degli individui, l'industria culturale vuole che l'occasione di fruizione debba poter essere ottenuta senza alcuno sforzo da parte del consumatore. Per ottenere ciò ricorre allo strumento dello stereotipo, vale a dire alla stabilizzazione di alcuni elementi utili per la loro riconoscibilità in futuro. Inoltre, secondo gli studiosi della Scuola di Francoforte, i rapporti esistenti tra i diversi messaggi trasmessi dai prodotti dell'industria culturale, non sono casuali e "manifestano la tendenza a canalizzare la reazione del pubblico [...]. La maggioranza degli spettacoli televisivi oggi punta alla produzione, o almeno alla riproduzione, di molta mediocrità, di inerzia intellettuale, e di credulità, che sembrano andar bene con i credi dei totalitari, anche se l'esplicito messaggio superficiale degli spettatori può essere anti-totalitario" (ivi, p. 385).

## Dibattito

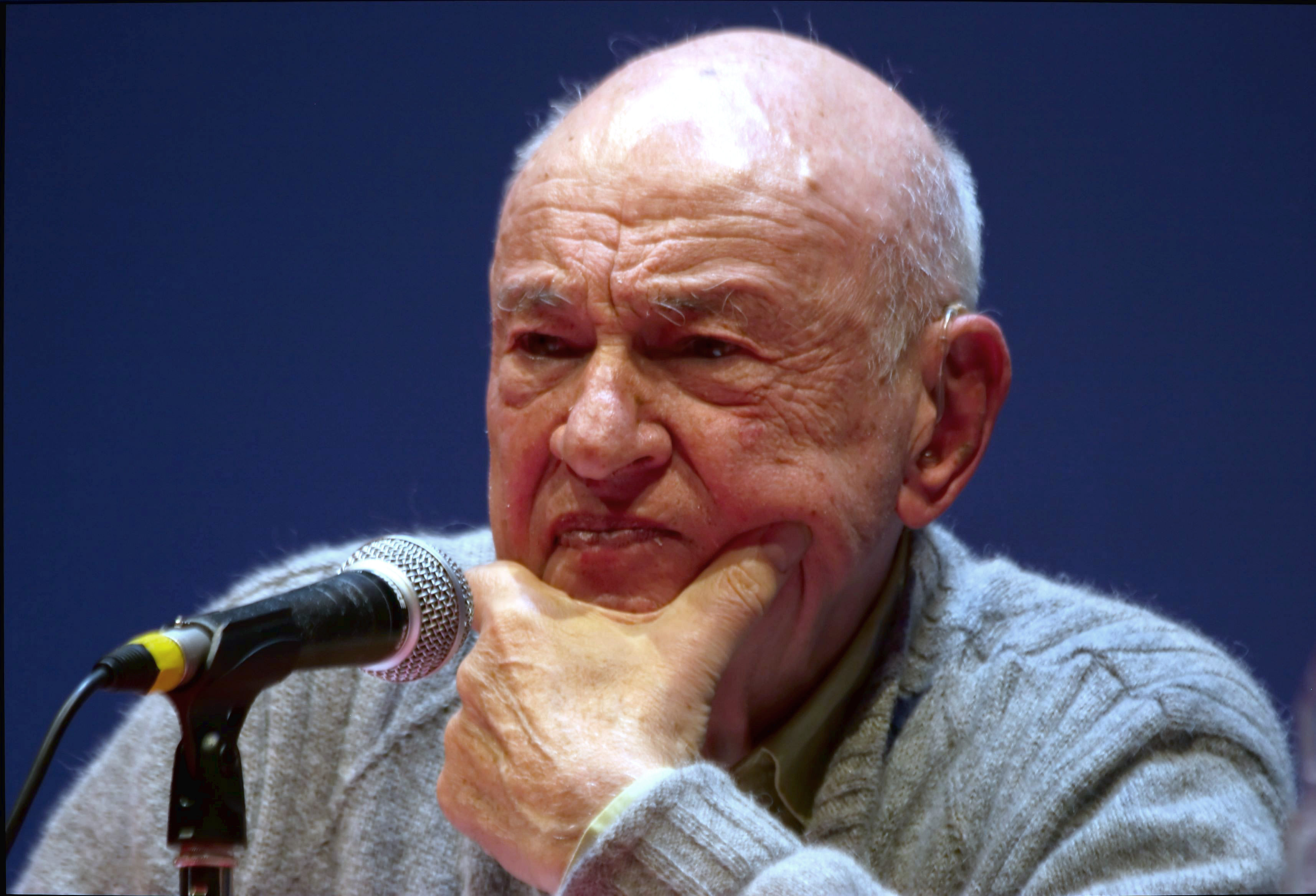
Edgar Morin

Il pessimismo dei due filosofi francofortesi ha dato presto avvio ad un lungo dibattito sulla cultura di massa. Il loro approccio è stato sottoposto a revisione a partire dall'analisi di Walter Benjamin che, pur condividendo la posizione adorniana sulla “razionalità illuministica” ha individuato proprio nel processo tecnologico e nei nuovi mezzi di comunicazione di massa, come la fotografia e il cinema, la leva per l'emancipazione sociale delle masse e per una possibile democratizzazione culturale.

### Edgar Morin
Un altro studioso, il francese Edgar Morin con il suo L'esprit du temps, è arrivato a sostenere che l'industria culturale non fosse solo uno strumento ideologico utilizzato per manipolare le coscienze, ma anche un'enorme officina di elaborazioni dei desideri e delle attese collettive. Lo studioso, conducendo analisi sull'industria cinematografica, ha parlato di “industria dell'immaginario”, un'industria che mette in scena sogni collettivi in un impasto di realtà e desiderio, produzione mirata al consumo e aspettative inconsce, risultato della collaborazione tra chi produce e chi fruisce. Cosicché, per Morin, l'immaginario sociale scaturisce dalla dialettica tra l'industria culturale e la massa dei destinatari, cui viene conferito un ruolo attivo. La dialettica tra il mondo della produzione e i bisogni culturali si risolve in un reciproco adattamento: l'industria culturale, dal canto suo, utilizza come strutture costanti, su cui organizza la produzione, le forme archetipiche dell'immaginario con cui lo spirito umano ordina da sempre i propri sogni; e la massa d'altro canto vede riconosciuti i propri sogni proprio grazie alla manipolazione. Inoltre l'utilizzo delle strutture costanti (situazioni-tipo, personaggi-tipo, generi...) consente di piegare la necessità d'innovazione della creazione con le esigenze di standardizzazione della produzione industriale. Tuttavia la continua ripresa dei cliché consente sì di utilizzare formule sperimentate, ma anche di sperimentare nuovi significati, spesso non previsti dal sistema produttivo. A detta di Morin è proprio questa contraddizione dinamica tra invenzione e standardizzazione a consentire, da un lato, l'immenso catalogo di stereotipi su cui si regge la produzione di massa, dall'altro il permanere di una certa creatività e originalità, presupposto basilare di qualsiasi consumo culturale.
Altri studiosi si sono cimentati nella trattazione del concetto di industria culturale.

### Noam Chomsky
Il linguista americano Noam Chomsky, uno dei critici più radicali del "potere dei media" nell'epoca dei regimi totalitari, sostiene che la diffusione di prodotti culturali standardizzati costituisca la minaccia ai valori più elevati della cultura come strumento di costante critica nei confronti della vita e di ogni suo problema. Secondo lo studioso, l'obiettivo delle culture totalitarie era quello di dominare gli individui in modo da distrarli, propinando loro semplificazioni e illusioni emotivamente potenti, lasciandoli fare cose prive d'importanza: urlare per una squadra di calcio o divertirsi con una soap opera. L'importante è che l'individuo rimanga incollato al cosiddetto "tubo catodico".

### Nicholas Garnham
In tempi più recenti, il ricercatore inglese Nicholas Garnham, sulla scia di studi volti ad analizzare le logiche che governano la produzione di opere culturali, parla per la prima volta di "Industrie culturali". L'utilizzo plurale dell'espressione esprime uno scostamento dello studioso dall'accezione originaria che legava l'industria culturale alla cultura di massa. L'obiettivo di Garnham infatti era quello di individuare le caratteristiche proprie degli apparati di governo e di direzione della televisione e dell'editoria.
Nel suo "Capitalism and Communication" (1990) arriva a sostenere che le "industrie culturali" sono quelle istituzioni che nella nostra società impiegano i modi di produzione e di organizzazione caratteristici delle compagnie industriali per produrre e diffondere beni e servizi culturali.
Così, secondo Garnham, l'editoria, le imprese discografiche, le organizzazioni sportive e commerciali, utilizzano mezzi tecnologici di produzione e distribuzione ad alta intensità di capitale, con un alto grado di divisione del lavoro e forme gerarchiche di organizzazione manageriale che hanno come fine l'efficienza se non addirittura la massimizzazione dei profitti.
Nel tempo ci sono state molte altre ricostruzioni del concetto d'industria culturale, alcune ideologiche, altre storiche, che hanno messo a punto tutta una serie di temi connessi.

### Unesco
Probabilmente la definizione più chiara del concetto di "industria culturale" è quella avanzata dall'UNESCO nel 1982 che faceva rientrare all'interno di quest'espressione la produzione e riproduzione di beni e servizi culturali, immagazzinati e distribuiti con criteri industriali e commerciali su larga scala, in conformità a strategie basate su considerazioni economiche piuttosto che su strategie concernenti lo sviluppo culturale delle società (UNESCO 1982, p. 21).